# Ångström distribution
Pour les articles homonymes, voir Å et Ångström (homonymie).
Ångström est une distribution Linux pour système embarqué, qui succède au projet OpenZaurus. Contrairement à ce dernier, qui était dédié aux seules machines Zaurus, Ångström peut fonctionner sur un grand nombre de plates-formes et d'appareils. Cette distribution est le résultat de la fusion des projets OpenZaurus, OpenEmbedded et OpenSimpad.

## Plates-formes supportées
Selon le wiki d'Ångström, la distribution a été portée (au moins) sur les appareils ci-dessous :
- Sharp Zaurus:
  - SL-5500 (Collie) (non supporté dans la version stable)
  - SL-5600 (Poodle)
  - SL-6000 (Tosa)
  - SL-C7x0 (Corgi, Husky, Shepherd)
  - SL-C860 (Boxer)
  - SL-C1000 (Akita)
  - SL-C3xxx (Spitz, Borzoi, Terrier)
- Hewlett Packard iPAQ PDA
  - h2200
  - h4000
  - hx4700
  - h5000
- Nokia 770 Internet Tablet
- HTC Universal / iMate JasJar
- Sony Ericsson / Xperia X1i ]
- Motorola A780
- Psion| Teklogix NetBook Pro
- Gumstix and Kouchuk-Bars
- BeagleBoard
- Pandora
- OMAPEVM
- OpenMoko

Également :
- Archos
  - Archos 5 TIM[2]
  - Archos 5 IT [2]
  - Archos 7 IM
  - Archos 70 IT
  - Archos 10,1 [2]
- 96Boards
  - Chameleon96

## Utilisation
L'installation, et, dans une moindre mesure, l'utilisation, de Ångström, se révélant parfois complexe, un manuel a été développé par Luca Merciadri. Il est consultable sur son site web personnel. Il a englobé tout le contenu du Wiki Ångström.